# Mangalsen
Mangalsen é uma cidade do Nepal.
 é a capital do distrito de Achham